# Tomomi Manako
Tomomi Manako (眞子智実?, Manako Tomomi; Saga, 16 settembre 1972) è un pilota motociclistico giapponese, ritiratosi dall'attività agonistica.

## Carriera
Per quanto riguarda le competizioni del motomondiale, esordisce nella stagione 1994 nella classe 125, in sostituzione dell'infortunata Tomoko Igata, già sua compagna di squadra nell'All Japan Road Race Championship. Alla guida di una Honda RS 125 R del team Technical Sports, ottiene un terzo posto in Germania e si classifica 20º a fine stagione.
Nel 1995 viene invece ingaggiato come pilota titolare sempre dal team FCC Technical Sports e conclude 8º, ottenendo due terzi posti (Australia e Europa). Nel 1996 si sposta nel team UGT Europa e giunge 3º, con una vittoria (Catalogna), un secondo posto (Francia) e due terzi posti (Gran Bretagna e Repubblica Ceca).
Nel 1997 confermato dal team UGT-3000 è nuovamente 3º, con quattro secondi posti (Francia, Olanda, Imola e Repubblica Ceca) e due terzi posti (Austria e Australia). Nel 1998 termina 2º, con cinque vittorie (Italia, Germania, Imola, Catalogna e Argentina), due secondi posti (Giappone e Spagna) e due terzi posti (Malesia e Olanda).
Nel 1999 passa alla classe 250 a bordo di una Yamaha del team Yamaha Kurz Aral, concludendo 15º. Dal 2000 torna a gareggiare nei campionati nazionali giapponesi delle derivate di serie a bordo di moto Kawasaki. Rimane legato alla casa de Minato anche al termine della propria carriera agonistica diventando collaudatore ufficiale per la versione 2008 della ZX-6R.

## Risultati nel motomondiale

### Classe 125
| 1994 | Classe | Moto  |  |  |  |  |  |   |     |   |  |  |  |  |  |  |  |  | Punti | Pos. |
| ---- | ------ | ----- |  |  |  |  |  | - | --- | - |  |  |  |  |  |  |  |  | ----- | ---- |
| 1994 | 125    | Honda |  |  |  |  |  | 3 | Rit | 8 |  |  |  |  |  |  |  |  | 24    | 20º  |

| 1995 | Classe | Moto  |   |    |    |   |   |   |   |   |     |   |   |   |   |  |  |  | Punti | Pos. |
| ---- | ------ | ----- | - | -- | -- | - | - | - | - | - | --- | - | - | - | - |  |  |  | ----- | ---- |
| 1995 | 125    | Honda | 3 | 24 | 10 | 9 | 9 | 6 | 9 | 5 | Rit | 8 | 9 | 9 | 3 |  |  |  | 102   | 8º   |

| 1996 | Classe | Moto  |   |   |   |   |   |   |   |   |   |   |   |   |   |     |   |  | Punti | Pos. |
| ---- | ------ | ----- | - | - | - | - | - | - | - | - | - | - | - | - | - | --- | - |  | ----- | ---- |
| 1996 | 125    | Honda | 7 | 7 | 4 | 8 | 9 | 2 | 5 | 8 | 3 | 8 | 3 | 6 | 1 | Rit | 9 |  | 167   | 3º   |

| 1997 | Classe | Moto  |   |    |   |   |   |   |   |   |     |   |   |   |   |   |   |  | Punti | Pos. |
| ---- | ------ | ----- | - | -- | - | - | - | - | - | - | --- | - | - | - | - | - | - |  | ----- | ---- |
| 1997 | 125    | Honda | 7 | 12 | 5 | 5 | 3 | 2 | 2 | 2 | Rit | 4 | 8 | 2 | 5 | 5 | 3 |  | 190   | 3º   |

| 1998 | Classe | Moto  |   |   |   |   |     |     |   |     |   |     |   |   |   |   |  |  | Punti | Pos. |
| ---- | ------ | ----- | - | - | - | - | --- | --- | - | --- | - | --- | - | - | - | - |  |  | ----- | ---- |
| 1998 | 125    | Honda | 2 | 3 | 2 | 1 | Rit | Rit | 3 | Rit | 1 | Rit | 1 | 1 | 2 | 1 |  |  | 217   | 2º   |

| Legenda | 1º posto        | 2º posto            | 3º posto            | A punti      | Senza punti        | Grassetto – Pole position Corsivo – Giro più veloce |
| Legenda | Gara non valida | Non qual./Non part. | Ritirato/Non class. | Squalificato | '-' Dato non disp. | Grassetto – Pole position Corsivo – Giro più veloce |

### Classe 250
| 1999 | Classe | Moto   |     |   |    |    |    |    |    |    |    |    |    |     |    |    |   |   | Punti | Pos. |
| ---- | ------ | ------ | --- | - | -- | -- | -- | -- | -- | -- | -- | -- | -- | --- | -- | -- | - | - | ----- | ---- |
| 1999 | 250    | Yamaha | Rit | 8 | 14 | 17 | 13 | 12 | 13 | 14 | 14 | 14 | 14 | Rit | 11 | 12 | 8 | 9 | 52    | 15º  |

| Legenda | 1º posto        | 2º posto            | 3º posto            | A punti      | Senza punti        | Grassetto – Pole position Corsivo – Giro più veloce |
| Legenda | Gara non valida | Non qual./Non part. | Ritirato/Non class. | Squalificato | '-' Dato non disp. | Grassetto – Pole position Corsivo – Giro più veloce |